# School of Natural Philosophy

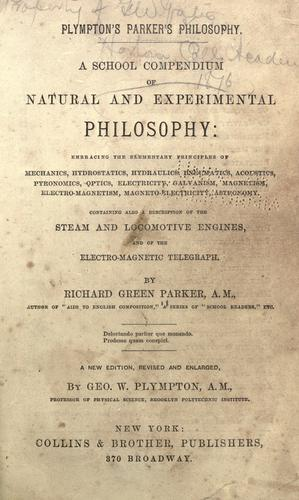

School of Natural Philosophy est un manuel scientifique de Richard Green Parker. 

## Source de la traduction
- (en) Cet article est partiellement ou en totalité issu de l’article de Wikipédia en anglais intitulé « School of Natural Philosophy » (voir la liste des auteurs).